# Diccionario ortográfico danés
Retskrivningsordbogen es un diccionario ortográfico publicado por el Consejo de la Lengua Danesa para establecer la ortografía oficial del idioma danés. Es a veces abreviado como RO.
De acuerdo a la Retskrivningsloven (Ley de Ortografía) danesa, todas las áreas de la administración pública, el Parlamento y las autoridades relacionadas con el Parlamento y los tribunales deben seguir las reglas establecidas en el Retskrivningsordbogen, aunque el Ministro de Educación puede establecer reglas detalladas para excepciones. En la práctica, es también seguido por la gran mayoría de empresas de habla danesa. El diccionario tiene alrededor de 64,000 palabras y contiene una guía detallada de la ortografía danesa.

## Historia
El primero diccionario ortográfico oficial danés fue el Dansk Haandordbog, de Svend Grundtvig, publicado en 1872. Luego llegó el Dansk Retskrivningsordbog (Diccionario de Ortografía danesa) por Viggo Saaby con la primera edición en 1891, la segunda edición en 1892 y la tercera en 1896. El diccionario estuvo continuado por P. K. Thorsen bajo el nombre de Saabys Retskrivningsordbog (Diccionario de Ortografía de Saaby). Con aquel título, la cuarta edición estuvo publicada en 1904, la quinta edición en 1909, la sexta edición en 1913, la séptima edición en 1918, y la octava en 1918. Las ediciones cumplieron con las comunicaciones del Ministerio de Educación sobre ortografía de 1889, 1892, 1900 y 1902. Las ediciones séptima y octava fueron autorizadas expresamente por el Ministerio de Educación y contenía una de las directrices ortográficas aprobadas por el Ministerio, preparadas por Henrik Bertelsen.
Luego vino un nuevo Dansk Retskrivningsordbog (Diccionario de Ortografía danesa) publicado por el Undervisningsministeriets Retskrivningudvalg (Comité de Ortografía del Ministerio de Educación) bajo la dirección de Jørgen Glahder. Tres ediciones se publicaron en 1923, 1925 y 1929. La tercera edición se publicó por última vez en 1946.
El Comité de Ortografía se disolvió en 1948. De 1953 a 1955, un nuevo comité preparó el primer diccionario ortográfico después de la reforma ortográfica de 1948. Este diccionario fue publicado por el entonces recién creado Consejo de la Lengua Danesa en 1955 y se tituló Retskrivningsordbog (Diccionario de ortografía). Se publicó sólo como primera versión y se mantuvo en uso hasta 1986, aunque se reimprimió muchas veces durante su vida de 31 años.
En 1986 vino la primera versión de Retskrivningsordbogen, el primer diccionario que era ambos preparado y publicado por el Consejo de Lengua Danesa. La segunda edición aparecida en 1996, la tercera edición en 2001, y la cuarta edición actual en 2012. Las reglas de la coma nuevas de 2003 está incluido en la cuarta reimpresión de la tercera edición Retskrivningsordbogen en 2005.

## Reglas de la coma
Todas las pautas ortográficas oficiales hasta la primera versión de Retskrivningsordbogen, incluida, contenían reglas para los dos sistemas de coma que se pueden elegir libremente: la coma gramatical y la coma de pausa. 
En la segunda versión de Retskrivningsordbogen en 1996 hubo, por lo tanto, algunos cambios básicos: la coma de pausa se eliminó como un sistema oficial de coma danés. La coma gramatical anterior se renombró como coma tradicional y se introdujo un nuevo sistema de coma gramatical llamado nueva coma. Estos dos sistemas gramaticales de coma eran muy similares. La única diferencia entre ellos es que en la nueva coma, no se debe usar una coma al comienzo de las cláusulas subordinadas que no estén entre paréntesis, como lo requiere el sistema de coma tradicional. El Consejo de Idiomas recomendó que el nuevo sistema de coma se hiciera uso oficial. No hubo cambios fundamentales con respecto a las comas en la tercera edición que apareció en 2001. 
A pesar de los persistentes intentos del Consejo del Idioma para promoverlo, la nueva coma no se usó ampliamente y a menudo fue criticada en el debate público. En 2003, el Consejo de la Lengua cambió repentinamente las reglas de las comas con el apoyo de los Ministros de Cultura y Educación. Los dos sistemas gramaticales de coma bastante similares se fusionaron en un solo sistema en el que uno es libre de elegir uno u otro enfoque para el tema en el que difieren. Por tanto, los cambios de 2003 son más una cuestión de denominación que de contenido real. Uno de los pocos cambios reales es que ya no es obligatorio poner una coma (u otro signo de puntuación) delante de la palabra hombres (que significa pero ).  
Las reglas nuevas estuvieron publicadas en 2004 en un folleto titulado Kommaregler (Reglas de la Coma). El texto también forma parte de la cuarta reimpresión de la tercera edición (2005).

## Acceso en línea
Retskrivningsordbogen es también accesible en línea.